# بر فراز رنگین‌کمان
«بر فراز رنگین‌کمان» تک‌آهنگی است که نخستین بار، توسط هنرمند اهل ایالات متحده آمریکا جودی گارلند در فیلم جادوگر شهر از اجرا و بعدها ترانه معرف او شد.
«بر فراز رنگین‌کمان» برندهٔ جایزه اسکار بهترین ترانه و مبدل به یکی از ماندگارترین ترانه‌های قرن بیستم میلادی شد.